# Jean-Paul Belmondo
Jean-Paul Belmondo, přezdívaný Bébel (9. dubna 1933 Neuilly-sur-Seine – 6. září 2021 Paříž), byl francouzský divadelní a filmový herec. Typické pro něj byly role neodolatelných dobrodruhů, nebo cyničtějších hrdinů. Při riskantních filmových scénách se nenechával zastupovat kaskadéry. V pozdější fázi kariéry upřednostnil divadelní herectví.

## Život a kariéra

### Studium a divadelní začátky
Narodil se v Neuilly-sur-Seine, západně od Paříže jako syn francouzského sochaře Paula Belmonda a malířky Madeleine Reinaud-Richard. Belmondův otec Paul se narodil v Alžíru v chudé rodině tzv. pieds-noirs, kteří se do Alžírska přistěhovali v 19. století z Itálie. Mladý Jean-Paul vystřídal několik pařížských škol, protože studium ho nebavilo a přednost dával sportu, především boxu. V šestnácti letech však onemocněl tuberkulózou a musel se vzdát myšlenky na profesionální sportovní kariéru. Během léčení v horském sanatoriu v Auvergne se rozhodl, že se stane hercem.
Začal navštěvovat herecký kurs Raymonda Girarda a v roce 1950 debutoval v Paříži ve hře Šípková Růženka. Na konzervatoř byl přijat až v říjnu 1952, po dvou neúspěšných zkouškách. Studoval na Conservatoire National Superieur d’Art Dramatique (CNSAD). Ze spolužáků mu byli nejbližší Jean Rochefort, Jean-Pierre Marielle, Bruno Cremer, Pierre Vernier a Michel Beaun. Při závěrečných zkouškách na konzervatoři v roce 1956 komise označila jeho výkon za povrchní a ležérní, což mu zabránilo ucházet se o místo v Comédie-Française. U obecenstva měl však takový úspěch, že ho spolužáci vynesli na ramenou, zatímco Belmondo kynul porotcům rukou.
Jeho divadelní začátky nebyly příliš úspěšné, zklamání mu přinesl už debut ve hře Jeana Anouilha Médea v Théâtre de l'Atelier v roce 1953. Absolvoval několik turné s hereckou společností svých přátel a teprve v roce 1957 zaznamenal úspěch u diváků i kritiky v Shakespearově komedii Zkrocení zlé ženy v pařížském Théâtre Athénée.

### Film

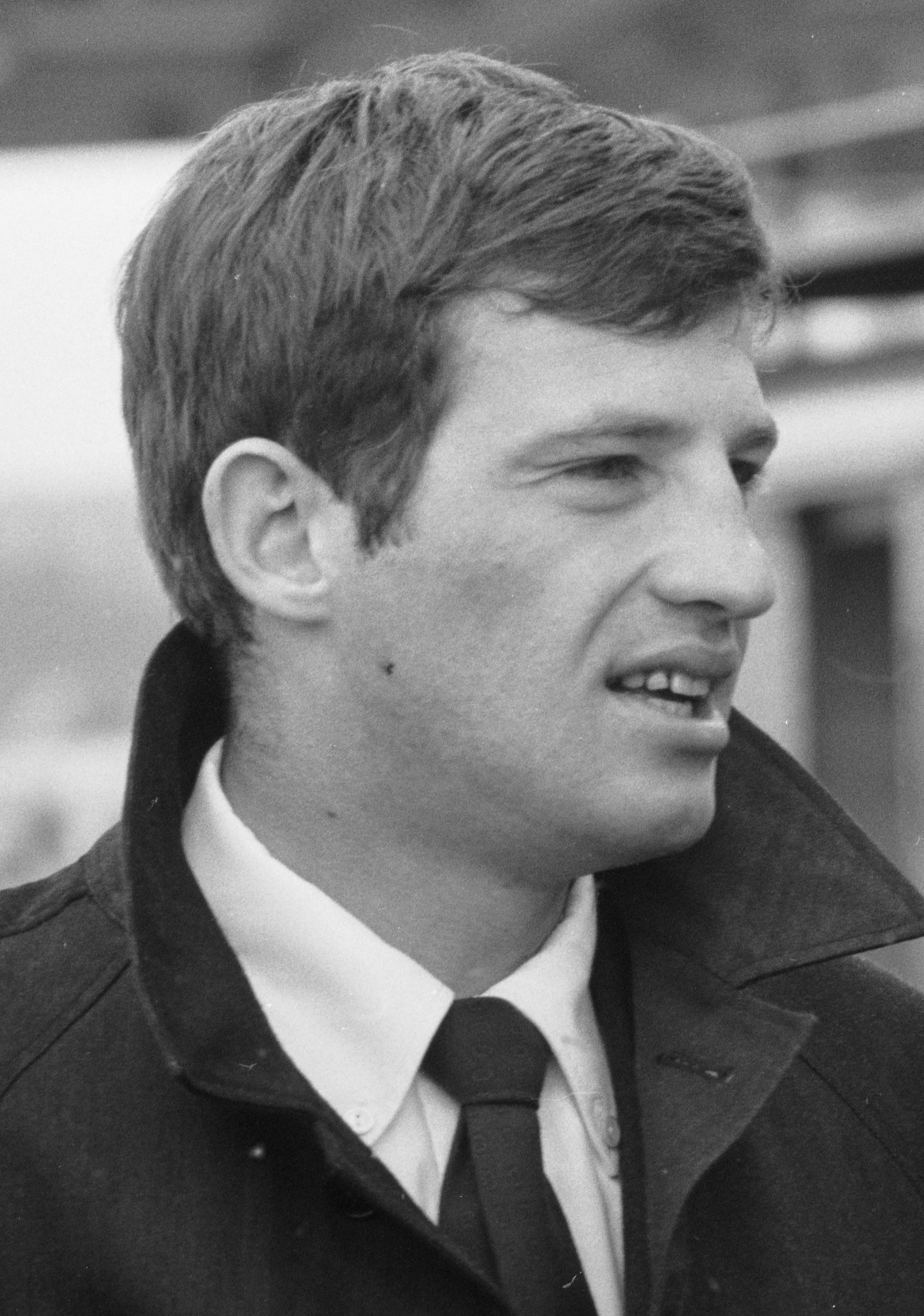
Belmondo v roce 1962

V roce 1957 Belmondo dostal první filmové příležitosti v malých rolích. Debutoval v televizním filmu Pěšky, na koni a vozem (À pied, à cheval et en voiture; 1957). Scény, ve kterých se měl objevit, však byly z filmu vystřiženy ještě před jeho uvedením. Ve filmu režiséra Marca Allégreta Buď hezká a mlč (Sois belle et tais-toi, 1958) se setkal se začínajícím Alainem Delonem. V roce 1958 byla jeho kariéra přerušena, když byl povolán do armády, aby sloužil v alžírské válce. Po úrazu byl natrvalo zproštěn vojenské služby.
Po návratu hrál svou první významnou roli ve filmu Clauda Chabrola Na dva západy (À double tour, 1959), kterým začala jeho spolupráce s osobnostmi nové vlny francouzské kinematografie. Zásadní význam pro jeho filmovou kariéru měl snímek U konce s dechem (À bout de souffle, 1960) režiséra Jeana–Luca Godarda. V roli Michela Poiccarda alias Laszla Kovacse vytvořil nový typ filmového hrdiny: chybujícího rebela, žádného krasavce, ale přesto přitažlivého a sympatického muže. Úspěch filmu ho vynesl mezi hvězdy filmového plátna a přinesl mu další nabídky. V rozmezí dvou let stačil hrát ve 14 filmech. Natočil několik filmů v Itálii, v nichž prokázal schopnost hrát i náročnější role a dramatické, psychologicky náročné postavy, jako např. ve snímku Statek (La Viaccia, 1961) po boku Claudie Cardinalové. Dále si zahrál například ve filozoficky laděném snímku režiséra Jeana-Pierra Mellvilla Kněz Léon Morin (1961) nebo v kriminálním příběhu Práskač (1963).
Rychle se etabloval jako mnohostranný umělec, schopný hrát různé role pod vedením největších režisérů. V akčních filmech prokazoval odvahu a vynikající fyzickou kondici, ani v riskantních scénách nepotřeboval náhradníky a kaskadéry. V 60. letech Belmondo natočil 34 filmů a stal se vůdčí hereckou osobností francouzské kinematografie. V roce 1963 byl zvolen předsedou Francouzského svazu interpretačních umělců (SFA).

Belmondo při natáčení filmu Muž z Ria

Komerční úspěch a celosvětovou popularitu u diváků mu přinesly především dobrodružné filmy s kombinací humoru a romantiky režiséra Philippa de Brocy: Cartouche (1962), Muž z Ria (L'Homme de Rio, 1963), Muž z Hongkongu (Les tribulations d'un Chinois en Chine, 1965) a pozdější Muž z Acapulca (Le Magnifique, 1973). Spolupracoval s dalšími známými režiséry Henri Verneuilem, Françoisem Truffautem, Claudem Lelouchem. Jeho filmovými partnery byly slavní herci Jean Gabin (Un signe en hiver), Alain Delon (Borsalino, 1970). Po jeho boku se na plátně objevily Jeanne Moreau, Françoise Dorléac, Anna Karina, Annie Girardotová a další. Při natáčení Muže z Hongkongu se zamiloval do své partnerky Ursuly Andressové a jejich vztah byl příčinou Belmondova rozvodu. Žili spolu několik let, ale nakonec se rozešli a Belmondo se načas stáhl do ústraní. Před kameru se vrátil v roce 1968, ale filmy z tohoto období (Ho!, Velký šéf, Siréna od Mississippi a Muž, který se mi líbí) nedosáhly předchozích úspěchů.
Přezdívku Bébel, pod kterou byl Belmondo známý ve Francii, mu dal jeho přítel Henri Deschamps podle postavy jménem Pepel, kterou hrál Jean Gabin ve filmu Na dně (Les Bas-fonds) z roku 1936.

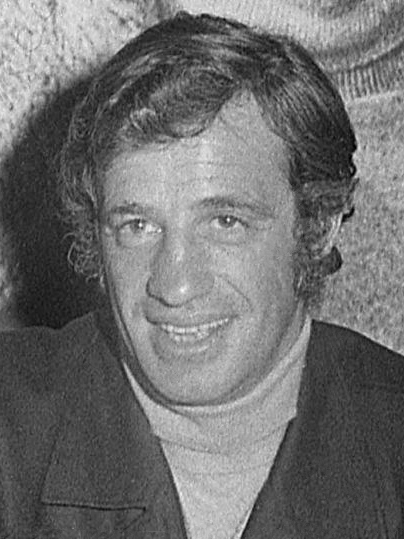
Belmondo v roce 1971

Velký komerční úspěch zaznamenal na začátku 70. let film Borsalino, v němž si zahrál s Alainem Delonem, který snímek produkoval. Mezi oběma herci však došlo při uvedení filmu ke sporu o podíl na jeho propagaci. Za nedodržení smlouvy se soudil, a tak se téměř 30 let po boku Alaina Delona neobjevil. Byl to i jeden z důvodů, které v roce 1971 vedly Belmonda k založení vlastní produkční společnosti Cerito Films, nazvané podle dívčího jména jeho babičky. Po neúspěchu filmu Stavisky z roku 1974, který vznikl v jeho produkci, se vrátil k lehčímu dobrodružnému žánru.  
V roce 1975 dosáhl Jean-Paul Belmondo velkého úspěchu s filmem Strach nad městem (Peur sur la ville) režiséra Henri Verneuila. Belmondo, který se nechtěl nechat zastupovat kaskadéry, v něm předváděl nebezpečné a riskantní kousky, včetně scény, kde se objevil zavěšený na vrtulníku a při střelbě utrpěl několik zranění. Zvýšilo to jeho popularitu u diváků, ale ústup od komediální stránky jeho herectví byl kritikou vnímán negativně.

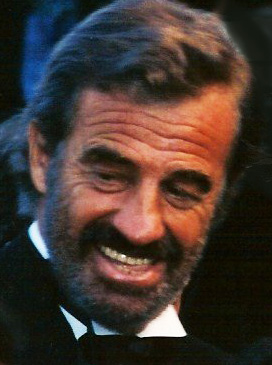
Belmondo v Cannes, 1988

V letech 1972–1980 Belmondo žil s italskou herečkou Laurou Antonelli. Následoval bouřlivý šestiletý vztah s brazilskou herečkou a zpěvačkou Carlos Sotto Mayor, která se po jeho boku objevila v několika filmech z osmdesátých let, např. Dobrodruh (Le Marginal), Veselé Velikonoce (Joyeuses Pâques) nebo Samotář (Le Solitaire). V tomto období Dosahoval Belmondo největší komerční úspěchy své kariéry, zásluhou filmů jako Policajt nebo rošťák (Flic ou Voyou), Kořist (Le casse), Profesionál (Le Professionel) nebo Kašpárek (Le Guignolo). V roce 1985 se zranil při natáčení snímku Bezva finta (Hold-up). Následovala roční rekonvalescence, během níž dospěl k rozhodnutí skončit s akčními filmy. Přispěl k tomu i komerční neúspěch filmu Samotář (Le Solitaire, 1987).
V roce 1988 mu Claude Lelouch nabídl hlavní roli ve filmu Cesta zhýčkaného dítěte (Itinéraire d'un enfant gâté ), která Belmondovi umožnila opustit herecký stereotyp akčního hrdiny. V roce 1989 byl za svůj výkon v tomto komediálním dramatu oceněn Césarem pro nejlepšího herce, ale odmítl se zúčastnit slavnostního ceremoniálu a převzít cenu kvůli starému sporu autora sošky s jeho otcem. Filmování už mu nepřinášelo uspokojení, chtěl se po téměř třiceti letech vrátit na divadelní scénu.

### Návrat k divadlu
V roce 1987 mu režisér Robert Hossein nabídl roli Keana ve stejnojmenné hře Jeana-Paula Sartra. Představení v pařížském divadle Marigny mělo velký úspěch. Jejich spolupráce pokračovala inscenací Cyrana z Bergeracu od Edmonda Rostanda, která se stala událostí sezóny. Hru vidělo více než dvě stě tisíc diváků a v roce 1991 se uskutečnilo mezinárodní turné, při kterém zavítali až do Japonska. Belmondo po návratu prodal svou filmovou produkční společnost Cerito a stal se majitelem Théâtre des Variétés. Filmování téměř zanechal, ale hrál v úspěšných divadelních projektech jako byly hry Georgese Feydeaua Dámský krejčí (Tailleur pour dames) a Brouk v hlavě (La Puce à l'oreille) nebo Frédérick ou le boulevard du Crime od Érica-Emmanuela Schmitta. Divadelní kariéru ukončil v roce 2000.

### Činnost po roce 2000

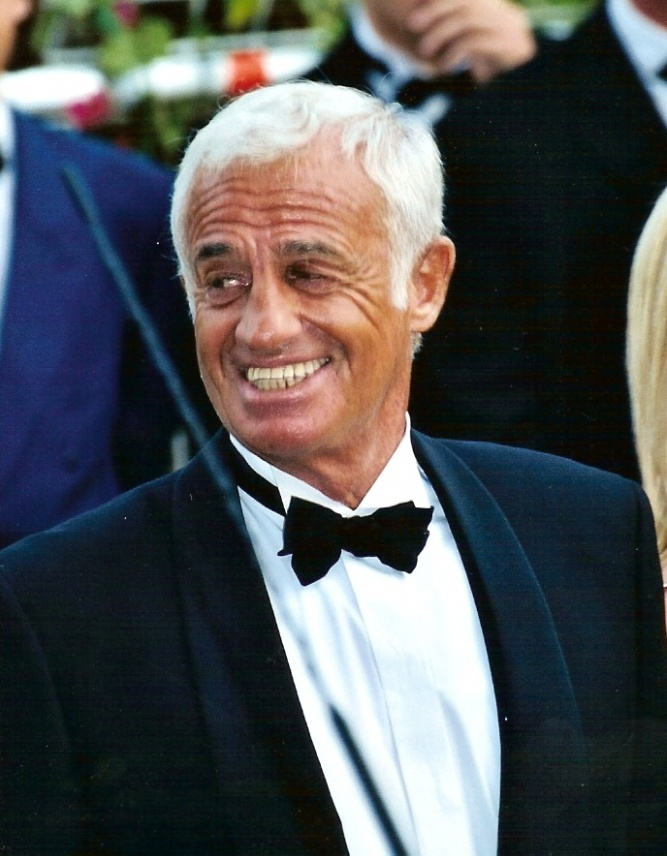
Belmondo v roce 2001

Na dovolené na Korsice v létě roku 2001 postihl Belmonda těžký záchvat mrtvice a v kritickém stavu byl převezen do nemocnice v Paříži. Lékaři mu zachránili život, ale částečně ochrnul a musel se podrobit dlouhé a náročné rehabilitaci. Nějaký čas se vůbec neobjevoval na veřejnosti. V roce 2008 se vrátil na filmové plátno v komorním snímku Muž a jeho pes (Un homme et son chien), ve kterém ztělesnil roli starého osamělého muže. I v reálném životě byl Belmondo velkým milovníkem psů, především jorkšírských teriérů a často byl vídán na procházkách se psem v okolí svého bytu.

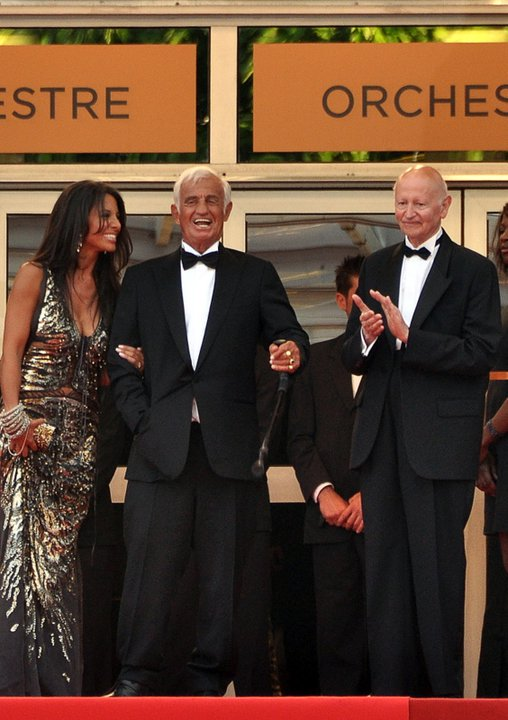
Belmondo v Cannes (2011) vlevo Barbara Gandolfi, vpravo Gilles Jacob

O rok dříve, v dubnu 2007 byl vyznamenán Řádem čestné legie, roku 2019 získal hodnost velkodůstojníka řádu. V roce 2012 se stal rytířem Leopoldova řádu. Ještě předtím se v roce 2011 se objevil na filmovém festivalu v Cannes, kde mu byla předána Zlatá palma za celoživotní dílo. Při této příležitosti byl uveden televizní dokument o jeho životě s názvem Belmondo, cesta… (Belmondo, itinéraire…). V říjnu 2013 sklidil bouřlivé ovace na zahájení festivalu Lumière (festivalu světel) v Lyonu, kterého se zúčastnil v doprovodu syna Paula. Dne 9. února 2015 pak Belmondo oznámil v televizi RTL definitivní konec aktivní umělecké kariéry.
Během festivalu v Benátkách v roce 2016 mu byla udělena cena Zlatého lva za celoživotní přínos světové kinematografii. Ve stejném roce vyšla ve Francii jeho autobiografie s názvem Mille vies valent mieux qu'une (česky Mých tisíc životů, 2017). Jean-Paul Belmondo v roce 2017 získal od francouzské filmové akademie speciální cenu César. Dojatého herce tehdy přivítal na jevišti dvouminutový potlesk vestoje.

### Soukromý život
Belmondo byl dvakrát ženatý a měl čtyři děti. Se svojí první ženou Elodií Constantinovou se oženil 4. prosince 1953 a měli spolu dcery Patricii (zemřela 1994 při požáru) a Florence a syna Paula. Jejich manželství skončilo v roce 1965 rozvodem. Poté měl vztah se svými hereckými kolegyněmi Ursullou Andressovou, Laurou Antonelli a brazilskou zpěvačkou a herečkou Carlos Sotto Mayorovou. Znovu se však oženil až v roce 2002 se svou dlouholetou přítelkyní Nathalií (Natty) Tardivelovou; v srpnu 2003 se jim narodila dcera Stella. Rozešli se v roce 2008 a Belmondo potom žil čtyři roky s belgickou modelkou Barbarou Gandolfiovou. Na přelomu dvacátých let 21. století se po jeho boku znovu začala objevovat bývalá přítelkyně Carlos Sotto Mayorová. Žádné z jeho dětí se nevydalo na hereckou dráhu, ačkoliv syn Paul se objevil v epizodní roli ve filmu Cesta zhýčkaného dítěte.
Belmondo byl zdravotně indisponován od cévní mozkové příhody, již utrpěl v roce 2001 na Korsice. Zemřel v pařížském bytě 6. září 2021 ve věku 88 let v důsledku dlouhodobě špatného zdravotního stavu. Francouzi uctili památku oblíbeného herce na oficiálním rozloučení se státními poctami, které se konalo 9. září 2021 na nádvoří pařížské Invalidovny za účasti prezidenta Macrona, rodiny a pozvaných hostů. K této příležitosti zahrál Orchestr republikánské gardy skladbu Chi Mai od Ennia Morriconeho z filmu Profesionál, kde ztvárnil hlavní roli. Samotný pohřeb v kruhu rodiny a nejbližších přátel proběhl 10. září 2021 v kostele Saint-Germain-des-Prés v Paříži. Pohřební bohoslužbu celebroval a homilii přednesl pařížský pomocný biskup Philippe Marsset.

## Filmografie

### Celovečerní filmy
| Rok  | Český název (originální název)                           | Role                                                      | Režie                                                                                |
| ---- | -------------------------------------------------------- | --------------------------------------------------------- | ------------------------------------------------------------------------------------ |
| 1957 | Přátelé na neděli (Les Copains du dimanche)              | Trébois                                                   | Henri Aisner                                                                         |
| 1957 | Pešky, na koni a vozem (À pied, à cheval et en voiture)  | Venin, přítel Mireille                                    | Maurice Delbez                                                                       |
| 1958 | Buď hezká a mlč (Sois belle et tais-toi)                 | Pierrot, člen Olžiny party                                | Marc Allégret                                                                        |
| 1958 | Podvodníci (Les Tricheurs)                               | Lou                                                       | Marcel Carné                                                                         |
| 1958 | Podivná neděle (Un drôle de dimanche)                    | trumpetista Patrick, Carolinin snoubenec                  | Marc Allégret                                                                        |
| 1959 | Anděl na zemi (Ein Engel auf Erden)                      | Michel Barrot, Pierrův mechanik                           | Géza von Radványi                                                                    |
| 1959 | Na dva západy (À double tour)                            | Laszlo Kovacs                                             | Claude Chabrol                                                                       |
| 1960 | U konce s dechem (A Bout de souffle)                     | Michel Poiccard alias Laszlo Kovacs                       | Jean-Luc Godard                                                                      |
| 1960 | Velký risk (Classe tous risques)                         | Eric Stark, mladý kurýr                                   | Claude Sautet                                                                        |
| 1960 | Moderato cantabile (Moderato cantabile)                  | Chauvin                                                   | Peter Brook                                                                          |
| 1960 | Zábavy (Les Distractions)                                | fotograf Paul Frapier                                     | Jacques Dupont                                                                       |
| 1960 | Francouzka a láska (La Française et l'Amour)             | Gilles (povídka Cizoložství)                              | Henri Verneuil                                                                       |
| 1960 | Dopisy novicky (Lettere di una novizia)                  | Giuliano Verdi                                            | Alberto Lattuada                                                                     |
| 1960 | Horalka (La ciociara)                                    | Michele                                                   | Vittorio De Sica                                                                     |
| 1961 | Statek (La Viaccia)                                      | Amerigo Casamonti                                         | Mauro Bolognini                                                                      |
| 1961 | Žena je žena (Une femme est une femme)                   | Alfred Lubitsch                                           | Jean-Luc Godard                                                                      |
| 1961 | Kněz Léon Morin (Léon Morin, prêtre)                     | kněz Léon Morin                                           | Jean-Pierre Melville                                                                 |
| 1961 | Slavné lásky (Les Amours célèbres)                       | markýz de Lauzun, milenec paní de Monaco (povídka Lauzun) | Michel Boisrond                                                                      |
| 1961 | Muž jménem La Rocca (Un nommé La Rocca)                  | Roberto La Rocca                                          | Jean Becker                                                                          |
| 1961 | Riviera story (Riviera-Story)                            | závodní pilot                                             | Wolfgang Becker                                                                      |
| 1962 | Cartouche (Cartouche)                                    | Louis-Dominique Bourguignon zvaný „Cartouche“             | Philippe de Broca                                                                    |
| 1962 | Opice v zimě (Un singe en hiver)                         | Gabriel Fouquet                                           | Henri Verneuil                                                                       |
| 1962 | Práskač (Le Doulos)                                      | Silien                                                    | Jean-Pierre Melville                                                                 |
| 1962 | (I Don Giovanni della Costa Azzurra)                     | cameo                                                     | Vittorio Sala                                                                        |
| 1963 | Nejkratší den (Il giorno più corto)                      | Sicilský dědic                                            | Sergio Corbucci                                                                      |
| 1963 | Šílené moře (Mare matto)                                 | Livorňan                                                  | Renato Castellani                                                                    |
| 1963 | Bonbony s pepřem (Dragées au poivre)                     | Raymond                                                   | Jacques Baratier                                                                     |
| 1963 | Banánová slupka (Peau de banane)                         | Michel Thibault                                           | Marcel Ophuls                                                                        |
| 1963 | Nejstarší Fercheaux (L'Aîné des Ferchaux)                | Michel Maudet                                             | Jean-Pierre Melville                                                                 |
| 1964 | Muž z Ria (L'Homme de Rio)                               | Adrien Dufourquet                                         | Philippe de Broca                                                                    |
| 1964 | 100 000 dolarů na slunci (Cent Mille Dollars au soleil)  | Rocco                                                     | Henri Verneuil                                                                       |
| 1964 | Záhadný kontraband (Échappement libre)                   | David Ladislas                                            | Jean Becker                                                                          |
| 1964 | Honba na muže (La Chasse à l'homme)                      | Fernand                                                   | Édouard Molinaro                                                                     |
| 1964 | Víkend na Zuydcoote (Week-end à Zuydcoote)               | rotný Julien Maillat                                      | Henri Verneuil                                                                       |
| 1965 | Jednoho krásného letního rána (Par un beau matin d'été)  | Francis                                                   | Jacques Deray                                                                        |
| 1965 | Bláznivý Petříček (Pierrot le Fou)                       | Ferdinand Griffon řečený "Petříček"                       | Jean-Luc Godard                                                                      |
| 1965 | Muž z Hongkongu (Les Tribulations d'un Chinois en Chine) | milionář Arthur Lempereur                                 | Philippe de Broca                                                                    |
| 1966 | Sympatický dareba (Tendre Voyou)                         | Antoine "Tony" Maréchal                                   | Jean Becker                                                                          |
| 1966 | Hoří v Paříži? (Paris brûle-t-il ?)                      | Yvon Morandat řečený "Pierrelot"                          | René Clément                                                                         |
| 1967 | Zloděj z Paříže (Le Voleur)                              | Georges Randal                                            | Louis Malle                                                                          |
| 1967 | Casino Royale (Casino Royale)                            | francouzský legionář                                      | John Huston, Ken Hughes, Joseph McGrath, Robert Parrish, Val Guest, Richard Talmadge |
| 1968 | Ho! (Ho !)                                               | François Holin zvaný Ho                                   | Robert Enrico                                                                        |
| 1969 | Velký šéf (Le Cerveau)                                   | Arthur Lespinasse                                         | Gérard Oury                                                                          |
| 1969 | Siréna od Mississippi (La Sirène du Mississippi)         | Louis Mahé                                                | François Truffaut                                                                    |
| 1969 | Muž, který se mi líbí (Un homme qui me plaît)            | Henri                                                     | Claude Lelouch                                                                       |
| 1970 | Borsalino (Borsalino)                                    | François Capella                                          | Jacques Deray                                                                        |
| 1971 | Manželé z roku II (Les Mariés de l'an II)                | Nicolas Philibert                                         | Jean-Paul Rappeneau                                                                  |
| 1971 | Kořist (Le Casse)                                        | Azad                                                      | Henri Verneuil                                                                       |
| 1972 | Doktor Popaul (Docteur Popaul)                           | doktor Paul Simay                                         | Claude Chabrol                                                                       |
| 1972 | Smůla (La Scoumoune)                                     | Roberto Borgo                                             | José Giovanni                                                                        |
| 1973 | Následník (L'Héritier)                                   | Barthélemy „Bart“ Cordell                                 | Philippe Labro                                                                       |
| 1973 | Muž z Acapulca (Le Magnifique)                           | spisovatel François Merlin / tajný agent Bob Saint-Clar   | Philippe de Broca                                                                    |
| 1974 | Stavisky (Stavisky)                                      | Serge Alexandre Stavisky                                  | Alain Resnais                                                                        |
| 1975 | Strach nad městem (Peur sur la ville)                    | vrchní inspektor Jean Letellier                           | Henri Verneuil                                                                       |
| 1975 | Nenapravitelný (L'Incorrigible)                          | Victor Vauthier                                           | Philippe de Broca                                                                    |
| 1976 | Lovec hlav (L'Alpagueur)                                 | Roger Pilard                                              | Philippe Labro                                                                       |
| 1976 | Tělo mého nepřítele (Le Corps de mon ennemi)             | François Leclercq                                         | Henri Verneuil                                                                       |
| 1977 | Zvíře (L'Animal)                                         | kaskadér Michel Gaucher / filmová hvězda Bruno Ferrari    | Claude Zidi                                                                          |
| 1979 | Policajt nebo rošťák (Flic ou Voyou)                     | komisař Stanislav Borowitz alias Antonio Cerutti          | Georges Lautner                                                                      |
| 1980 | Kašpárek (Le Guignolo)                                   | Alexandre Dupré                                           | Georges Lautner                                                                      |
| 1981 | Profesionál (Le Professionnel)                           | major Josselin „Joss“ Beaumont                            | Georges Lautner                                                                      |
| 1982 | Eso es (L'As des as)                                     | Georges „Jo“ Cavalier                                     | Gérard Oury                                                                          |
| 1983 | Dobrodruh (Le Marginal)                                  | divizní komisař Philippe Jordan                           | Jacques Deray                                                                        |
| 1984 | Mrchožrouti (Les Morfalous)                              | seržant Pierre Augagneur                                  | Henri Verneuil                                                                       |
| 1984 | Veselé Velikonoce (Joyeuses Pâques)                      | Stéphane Margelle                                         | Georges Lautner                                                                      |
| 1985 | Bezva finta (Hold-up)                                    | podvodník Grimm                                           | Alexandre Arcady                                                                     |
| 1987 | Samotář (Le Solitaire)                                   | komisař Stan Jalard                                       | Jacques Deray                                                                        |
| 1988 | Cesta zhýčkaného dítěte (Itinéraire d'un enfant gâté)    | podnikatel Sam Lion, bývalý cirkusový umělec              | Claude Lelouch                                                                       |
| 1992 | Neznámý v domě (L'Inconnu dans la maison)                | advokát Jacques Émile Marie Loursat                       | Georges Lautner                                                                      |
| 1995 | Sto a jedna noc (Les Cent et Une Nuits de Simon Cinéma)  | profesor Bebel                                            | Agnès Varda                                                                          |
| 1995 | Bídníci 20. století (Les Misérables)                     | Henri Fortin / Jean Valjean                               | Claude Lelouch                                                                       |
| 1995 | Désiré (Désiré)                                          | Désiré                                                    | Bernard Murat                                                                        |
| 1998 | Poloviční šance (Une chance sur deux)                    | Léo Brassac                                               | Patrice Leconte                                                                      |
| 1999 | Možná (Peut-être)                                        | Ako                                                       | Cédric Klapisch                                                                      |
| 2000 | Herci (Les Acteurs)                                      | sám sebe                                                  | Bertrand Blier                                                                       |
| 2000 | Amazonka (Amazone)                                       | Édouard                                                   | Philippe de Broca                                                                    |
| 2008 | Muž a jeho pes (Un homme et son chien)                   | Charles                                                   | Francis Huster                                                                       |

### Krátkometrážní filmy
- 1956 : Molière (Molière), režie Norbert Tildian
- 1960 : Charlotta a její Jules (Charlotte et son Jules), režie Jean-Luc Godard
- 1966 : La Bande à Bebel (La Bande à Bebel), režie Charles Gérard

### Televize
- 1959 : Les Trois mousquetaires (Les Trois mousquetaires), televizní film, režie Claude Barma
- 1997 : La Puce à l'oreille (La Puce à l'oreille), režie Yves Di Tullio
- 2001 : Kdo jinému jámu kopá (L'Aîné des Ferchaux), režie Bernard Stora